# Mario Velasco
Pour les articles homonymes, voir Velasco.
Mario Andrés Velasco (né en 1979 à Monte Grande) est un mannequin, animateur de radio et présentateur de télévision chilien.

## Télévision
| Année       | Émission             | Rôle                                             | Chaîne      |
| ----------- | -------------------- | ------------------------------------------------ | ----------- |
| 2007-2011   | Yingo                | Participant (2008-2009) Présentateur (2009-2011) | Chilevisión |
| 2009        | Fiebre de Baile      | Participante                                     | Chilevisión |
| Depuis 2012 | Secreto a voces      | Panéliste (2012) Présentateur (2012-présent)     | Mega        |
| 2012        | 40 Grados            | Présentateur                                     | Mega        |
| 2012        | Morande con Compañia | Lui-même/Variuos                                 | Mega        |